# Baby Keem
Hykeem Jamaal Carter Jr. (n. 22 octombrie 2000, Carson, California, SUA), cunoscut profesional și Baby Keem, este un producător muzical și un rapper American. Acesta a câștigat majoritatea atenției fanilor după lansarea single-ului ”Orange Soda⁠(d)”, de pe al doilea mixtape ”Die For My Bitch” (2019, stilizat cu lite). Acesta a urmat să colaboreze cu Kanye West pe melodia ”Praise God” (Slavă Domnului), care a atins top 20 pe US Billboard Hot 100 și a fost certificat cu Platină în Aprilie 2022.
Albumul său de debut ”The Melodic Blue⁠(d)”, a fost lansat în Septembrie 2021, de către PgLang⁠(d) și Columbia Records. Albumul a debutat pe numărul 5 în clasamentul Billboard Hot 200. Single-ul ”Family Ties” cu vărul său Kendrick Lamar a atins pentru a doua oară top 20 pe clasamentul Billboard Hot 100 și a primit Premiul Grammy pentru Best Rap Performance⁠(d). Albumul a inclus de asemenea melodiile ”Durag Activity” împreună cu Travis Scott, și ”Range Brothers” cu Lamar

## Tinerețe
S-a născut în Carson, California .  Înainte de a-și începe cariera de rapper, Hykeem și-a petrecut tinerețea (încă de la vârsta de 4 ani) în studiouri de muzică, urmărindu-și mătușile și unchii „ copiind ” CD-urile folosind celebra platformă LimeWire, care era cea mai comună sursă de muzică gratuită ascultată la începutul anilor 2000. Doar câțiva ani mai târziu, și-a împărtășit amintirile despre prima dată când a auzit albumul lui Kanye West „ 808s &amp; Heartbreak ” la radio în timp ce locuia în Las Vegas în timpul iernii lui 2009. Acest lucru i-a stârnit și mai mult interesul pentru muzică, ceea ce i-a stimulat cercetarea muzicală în anul următor. Keem a apreciat artiști precum Ye, Kid Cudi, Lil Wayne, Eminem, 50 Cent, alături de alții. 
Keem a devenit un YouTuber mic, dar proeminent, care a fost implicat în scena mini-jocurilor Minecraft Survival Games la începutul anilor 2010. Contul de Minecraft al lui Keem era sub numele din joc „hykeemc”, iar contul său de YouTube a fost numit „AllMightyModz”.  Keem era cunoscut pentru a fi un jucător foarte calificat pe serverele The Hive și MCGamer Network, strângând peste 1.000 de abonați pe canalul său de YouTube datorită priceperii sale. Keem ținea frecvent apeluri Skype unde fanii săi puteau juca împreună cu el.  Astăzi, canalul lui Keem este inactiv, totuși, linkurile de pe canalul său direct către contul curent SoundCloud al lui Keem. 
Abia în 2014, Hykeem a decis să înceapă să-și urmeze propria carieră muzicală. 

## Cariera muzicală
Keem are atât credite de compoziție, cât și de producție pentru proiectul vărului său Kendrick Lamar, Black Panther: The Album, Redemption de membru TDE, Jay Rock, Crash Talk de la Schoolboy Q și piesa „Nile” din filmul Disney The Lion King: The Cadou .  Keem a lucrat cu producătorul de discuri Cardo, la cele două mixtape ale sale, The Sound of a Bad Habit (2018) și Die For My Bitch (2019).
În martie 2020, Keem a fost prezentat în declarația vizuală a misiunii pentru compania lui Kendrick Lamar și Dave Free, pgLang .  În august 2020, s-a dezvăluit că Baby Keem a fost inclus la XXL ' Class 2020. 
Pe 18 septembrie 2020, Keem a revenit cu lansarea a două piese noi, „Hooligan” și „Sons & Critics Freestyle”.  Apoi a lansat „No Sense”, pe 5 martie 2021.  Pe 30 aprilie, Keem a lansat „ Durag Activity ” cu Travis Scott .  Piesa a fost urmată de o altă colaborare cu vărul lui Keem, Kendrick Lamar, intitulată „ Family Ties ”, care a fost lansată pe 27 august 2021.  Aceste cântece sunt prezentate pe albumul de studio de debut al lui Keem, The Melodic Blue, care a fost lansat pe 10 septembrie 2021.   Albumul a inclus și single-ul „Issues”, pe care Keem l-a interpretat în The Tonight Show Starring Jimmy Fallon, o colaborare cu Don Toliver intitulată „Cocoa”, precum și piesele tachinate anterior „Vent” și „ Range Brothers ”.  Keem a făcut o apariție și pe cel de-al zecelea album de studio al lui Kanye West, Donda, pe piesa „ Praise God ”, alături de Travis Scott . 
Pe 3 aprilie 2022, Keem a câștigat un Grammy pentru cea mai bună interpretare rap pentru „Family Ties”, alături de Kendrick Lamar. 
Pe 28 octombrie 2022, Keem a lansat ediția de lux a The Melodic Blue. 

## Măiestrie

### Influențe
Într-un interviu din 2019, Keem l-a citat pe muzicianul american Kid Cudi, drept o influență majoră: „M-am inspirat de cadențe ale lui Cudi și rahaturi de genul ăsta. Kid Cudi este unul dintre artiștii mei preferați.” 
Într-un interviu din 2021 pentru Billboard, Keem s-a identificat ca parte a generației Mike WiLL Made-It și Metro Boomin, spunând că se inspiră de la cei doi producători, precum și de la Kanye West. 

## Discografie

### Albume de studio
| Titlu             | Detalii album                                                                                                  | Poziții de vârf pe diagrame | Poziții de vârf pe diagrame | Poziții de vârf pe diagrame | Poziții de vârf pe diagrame | Poziții de vârf pe diagrame | Poziții de vârf pe diagrame | Poziții de vârf pe diagrame | Certificari             |
| Titlu             | Detalii album                                                                                                  | SUA </br>                   | AUS </br>                   | CANADA </br>                | NOR </br>                   | NZ </br>                    | SUE </br>                   | Regatul Unit </br>          | Certificari             |
| ----------------- | --- | --------------------------- | --------------------------- | --------------------------- | --------------------------- | --------------------------- | --------------------------- | --------------------------- | ----------------------- |
| Albastrul Melodic | - Lansare: 10 septembrie 2021 - Label: pgLang, Columbia - Formate: Descărcare digitală, streaming, LP de vinil | 5                           | 21                          | 5                           | 9                           | 12                          | 59                          | 49                          | - RIAA : Aur - MC : Aur |

### Mixtape-uri
| Titlu                  | Detalii                                                                                           | Poziții de vârf pe diagrame |
| Titlu                  | Detalii                                                                                           | SUA </br>                   |
| ---------------------- | ------------------------------------------------------------------------------------------------- | --------------------------- |
| The Sound of Bad Habit | - Lansare: 29 octombrie 2018 - Label: The Orchard, Sony - Formate: Descărcare digitală, streaming | —                           |
| Die for My Bitch       | - Lansare: 19 iulie 2019 - Label: The Orchard, Sony - Formate: Descărcare digitală, streaming     | 196                         |

### EP-uri
| Titlu                       | Detalii                                                                                      |
| --------------------------- | -------------------------------------------------------------------------------------------- |
| Oct (ca Hykeem Carter)      | - Lansare: 7 noiembrie 2017 - Label: Self-released - Formate: Descărcare digitală, streaming |
| Midnight (ca Hykeem Carter) | - Lansare: 16 ianuarie 2018 - Label: Self-released - Formate: Descărcare digitală, streaming |
| No Name (ca Hykeem Carter)  | - Lansare: 18 mai 2018 - Label: Self-released - Formate: Descărcare digitală, streaming      |
| Hearts & Darts              | - Lansare: 12 iulie 2018 - Label: Self-released - Formate: Descărcare digitală, streaming    |

### Single-uri
| "Invented It"                                                                             | 2019 | —  | —  | —   | —  | —  | —  |                                                    | Die For My Bitch |
| "France Freestyle"                                                                        | 2019 | —  | —  | —   | —  | —  | —  |                                                    | Die For My Bitch |
| "Orange Soda"                                                                             | 2019 | 98 | —  | 100 | —  | —  | —  | - RIAA: platină                                    | Die For My Bitch |
| "Hooligan"                                                                                | 2020 | —  | —  | —   | —  | —  | —  |                                                    | The Melodic Blue |
| "Sons & Critics Freestyle"                                                                | 2020 | —  | —  | —   | —  | —  | —  | non-album singles                                  |                  |
| "Fara sens"                                                                               | 2021 | —  | —  | —   | —  | —  | —  |                                                    | The Melodic Blue |
| "Durag Activity⁠(d)" (cu Travis Scott)                                                     | 2021 | 85 | —  | 53  | 74 | —  | 96 | - RIAA: Aur - MC: Aur                              | The Melodic Blue |
| "Family Ties⁠(d)" (cu Kendrick Lamar)                                                      | 2021 | 18 | 44 | 19  | 32 | 29 | 52 | - RIAA: 3× Platină - BPI : Argint - MC: 2× Platină | The Melodic Blue |
| "Issues"                                                                                  | 2021 | —  | —  | —   | —  | —  | —  |                                                    | The Melodic Blue |
| „—” desemnează o înregistrare care nu s-a clasat sau nu a fost lansată pe acel teritoriu. |      |    |    |     |    |    |    |                                                    |                  |

### Alte melodii clasate
| Titlu                                                                                 | An   | Poziții de vârf pe diagrame | Poziții de vârf pe diagrame | Poziții de vârf pe diagrame           | Poziții de vârf pe diagrame | Poziții de vârf pe diagrame | Poziții de vârf pe diagrame | Poziții de vârf pe diagrame                | Certificari           | Album            |
| Titlu                                                                                 | An   | SUA </br>                   | SUA </br> R&B </br>         | SUA<br id="mwAf0"><br></br> Rap </br> | AUS </br>                   | CANADA </br>                | IREL </br>                  | NZ<br id="mwAhI"><br></br> Fierbinte </br> | Certificari           | Album            |
| ------------------------------------------------------------------------------------- | ---- | --------------------------- | --------------------------- | ------------------------------------- | --------------------------- | --------------------------- | --------------------------- | ------------------------------------------ | --------------------- | ---------------- |
| "Honest"                                                                              | 2019 | —                           | —                           | —                                     | —                           | —                           | 81 </br>                    | —                                          | - RIAA: platină       | Die for My Bitch |
| "Praise God⁠(d)" (Kanye West împreună cu Travis Scott și Baby Keem)                    | 2021 | 20                          | 10                          | 9                                     | 13                          | 17                          | —                           | —                                          | - RIAA: platină       | Donda            |
| "Trademark USA"                                                                       | 2021 | —                           | —                           | —                                     | —                           | —                           | —                           | 25                                         | - RIAA: Aur - MC: Aur | The Melodic Blue |
| "Range Brothers⁠(d)" (cu Kendrick Lamar)                                               | 2021 | 53                          | 23                          | 20                                    | —                           | 61                          | 93                          | 11                                         | - RIAA: Aur           | The Melodic Blue |
| "Cocoa" (cu Don Toliver)                                                              | 2021 | —                           | —                           | —                                     | —                           | —                           | —                           | 29                                         |                       | The Melodic Blue |
| "Lost Souls" (cu Brent Faiyaz)                                                        | 2021 | —                           | —                           | —                                     | —                           | —                           | —                           | 24                                         | - RIAA: Aur           | The Melodic Blue |
| "16"                                                                                  | 2021 | —                           | —                           | —                                     | —                           | —                           | —                           | —                                          | - RIAA: Aur           | The Melodic Blue |
| "Bank Account" (cu Lil Uzi Vert)                                                      | 2022 | —                           | 46                          | —                                     | —                           | —                           | —                           | —                                          |                       | The Melodic Blue |
| „—” indică o înregistrare care nu s-a clasat sau nu a fost lansată pe acel teritoriu. |      |                             |                             |                                       |                             |                             |                             |                                            |                       |                  |

### Apariții invitați
| Titlu           | An   | Artist(i)                | Album |
| --------------- | ---- | ------------------------ | --- |
| "Praise God⁠(d)" | 2021 | Kanye West, Travis Scott | Donda |
| "Outerspace"    | 2021 | Don Toliver              | <a href="https://en.wikipedia.org/wiki/Life_of_a_Don" rel="mw:ExtLink" title="Life of a Don" class="cx-link" data-linkid="494">Life of a Don</a> |
| "We Did It Kid" | 2022 | Kanye West, Migos        | <a href="https://en.wikipedia.org/wiki/Donda_2" rel="mw:ExtLink" title="Donda 2" class="cx-link" data-linkid="501">Donda 2</a>                   |
| "Savior"        | 2022 | Kendrick Lamar, Sam Dew  | Mr. Morale &amp; The Big Steppers |

| An   | Titlu | Director(i)   | Artist(i)                   |
| ---- | --- | ------------- | --------------------------- |
| 2018 | style="background: var(--background-color-notice-subtle,#ececec); color: grey; color:var(--color-base, #000);" class="table-na" \| N/A | Baby Keem     |                             |
| 2018 | style="background: var(--background-color-notice-subtle,#ececec); color: grey; color:var(--color-base, #000);" class="table-na" \| N/A | Baby Keem     |                             |
| 2019 | "Gang Activities" | Baby Keem     | Shia LaBeouf                |
| 2019 | "Invented It" | Baby Keem     | Neal Farmer                 |
| 2019 | "Honest" | Baby Keem     | James R. Weneta             |
| 2019 | "Orange Soda" | Baby Keem     | Dave Free                   |
| 2019 | "Moshpit" | Baby Keem     | Jack Begert                 |
| 2020 | "Hooligan" | Baby Keem     | Jake Schreier               |
| 2021 | "No Sense" | Baby Keem     | Savannah Setten             |
| 2021 | "Durag Activity⁠(d)" | Eliel Ford    | Baby Keem și Travis Scott   |
| 2021 | "Family Ties⁠(d)" | Dave Free     | Baby Keem și Kendrick Lamar |
| 2021 | „ The Melodic Blue (Trailer Album)” | Dave Free     | Baby Keem                   |
| 2021 | "Issues" | Jake Schreier | Baby Keem                   |
| 2021 | "First Order of Business" | Dave Free     | Baby Keem                   |

### Cap de afiș
- Turneul Die For My Bitch (2019)
- Turneul The Melodic Blue (2021-2022)

### Sprijin
- Kendrick Lamar - Turneul The Big Steppers (2022)

## Credite de producție

### 2018
Diverși artiști - Black Panther: The Album
- 10. „Redemption Interlude” (interpretat de Zacari ) (producție suplimentară) [64]

Jay Rock - Redemption
- 03. „Knock It Off” [65]
- 05. „Rotația 112” [66]

### 2019
ScHoolboy Q - CrasH Talk⁠(d)
- 04. " Numb Numb Juice " (producție suplimentară) [67]
- 06. „Lies” (cu Ty Dolla $ign și YG ) (producție suplimentară) [68]

Diverși artiști - <a href="https://en.wikipedia.org/wiki/The_Lion_King:_The_Gift" rel="mw:ExtLink" title="The Lion King: The Gift" class="cx-link" data-linkid="590">The Lion King: The Gift</a>
- 10. „NILE” (interpretat de Beyoncé și Kendrick Lamar ) (producție suplimentară) [69]

### 2022
Offset - Blame it on Set
- „54321” [70]

## Premii și nominalizări
Grammy Awards
| An      | Beneficiar                 | Premiu                  | Rezultat     | Ref.   |
| ------- | -------------------------- | ----------------------- | ------------ | ------ |
| 2022⁠(d) | Himself                    | Best New Artist         | Nominalizare | [ 71 ] |
| 2022⁠(d) | Donda (as featured artist) | Album of the Year       | Nominalizare | [ 71 ] |
| 2022⁠(d) | "Family Ties⁠(d)"           | Best Rap Performance⁠(d) | Câștigat     | [ 71 ] |
| 2022⁠(d) | "Family Ties⁠(d)"           | Best Rap Song⁠(d)        | Nominalizare | [ 71 ] |

| Year    | Nominee / work             | Award                   | Result    |        |
| ------- | -------------------------- | ----------------------- | --------- | ------ |
| 2022⁠(d) | Himself                    | Best New Artist         | Nominated | [ 72 ] |
| 2022⁠(d) | Donda (as featured artist) | Album of the Year       | Nominated | [ 72 ] |
| 2022⁠(d) | "Family Ties⁠(d)"           | Best Rap Performance⁠(d) | Won       | [ 72 ] |
| 2022⁠(d) | "Family Ties⁠(d)"           | Best Rap Song⁠(d)        | Nominated | [ 72 ] |

Grammy Awards
| An      | Beneficiar                 | Premiu                  | Rezultat     | Ref.   |
| ------- | -------------------------- | ----------------------- | ------------ | ------ |
| 2022⁠(d) | Himself                    | Best New Artist         | Nominalizare | [ 73 ] |
| 2022⁠(d) | Donda (as featured artist) | Album of the Year       | Nominalizare | [ 73 ] |
| 2022⁠(d) | "Family Ties⁠(d)"           | Best Rap Performance⁠(d) | Câștigat     | [ 73 ] |
| 2022⁠(d) | "Family Ties⁠(d)"           | Best Rap Song⁠(d)        | Nominalizare | [ 73 ] |

| Year    | Nominee / work             | Award                   | Result    | <abbr title="<nowiki>Reference</nowiki>">Ref. |
| ------- | -------------------------- | ----------------------- | --------- | --------------------------------------------- |
| 2022⁠(d) | Himself                    | Best New Artist         | Nominated | [ 74 ]                                        |
| 2022⁠(d) | Donda (as featured artist) | Album of the Year       | Nominated | [ 74 ]                                        |
| 2022⁠(d) | "Family Ties⁠(d)"           | Best Rap Performance⁠(d) | Won       | [ 74 ]                                        |
| 2022⁠(d) | "Family Ties⁠(d)"           | Best Rap Song⁠(d)        | Nominated | [ 74 ]                                        |

Billboard Music Awards
| An   | Beneficiar      | Premiu                | Rezultat     | Ref.   |
| ---- | --------------- | --------------------- | ------------ | ------ |
| 2022 | "Praise God⁠(d)" | Top Gospel Song⁠(d)    | Nominalizare | [ 75 ] |
| 2022 | "Praise God⁠(d)" | Top Christian Song⁠(d) | Nominalizare | [ 75 ] |

| Year | Nominee / work  | Award                 | Result    |        |
| ---- | --------------- | --------------------- | --------- | ------ |
| 2022 | "Praise God⁠(d)" | Top Gospel Song⁠(d)    | Nominated | [ 76 ] |
| 2022 | "Praise God⁠(d)" | Top Christian Song⁠(d) | Nominated | [ 76 ] |

BET Awards
| An   | Beneficiar       | Premiu                | Rezultat     | Ref.   |
| ---- | ---------------- | --------------------- | ------------ | ------ |
| 2022 | "Family Ties⁠(d)" | Video of the Year⁠(d)  | Câștigat     | [ 77 ] |
| 2022 | "Family Ties⁠(d)" | Best Collaboration⁠(d) | Nominalizare | [ 77 ] |
| 2022 | Himself          | Best New Artist⁠(d)    | Nominalizare | [ 77 ] |

| Year | Nominee / work   | Award                 | Result    | <abbr title="<nowiki>Reference</nowiki>">Ref. |
| ---- | ---------------- | --------------------- | --------- | --------------------------------------------- |
| 2022 | "Family Ties⁠(d)" | Video of the Year⁠(d)  | Won       | [ 78 ]                                        |
| 2022 | "Family Ties⁠(d)" | Best Collaboration⁠(d) | Nominated | [ 78 ]                                        |
| 2022 | Himself          | Best New Artist⁠(d)    | Nominated | [ 78 ]                                        |

NME Awards
| An   | Beneficiar       | Premiu             | Rezultat     | Ref.   |
| ---- | ---------------- | ------------------ | ------------ | ------ |
| 2022 | "Family Ties⁠(d)" | Best Collaboration | Nominalizare | [ 79 ] |

| Year | Nominee / work   | Award              | Result    | <abbr title="<nowiki>Reference</nowiki>">Ref. |
| ---- | ---------------- | ------------------ | --------- | --------------------------------------------- |
| 2022 | "Family Ties⁠(d)" | Best Collaboration | Nominated | [ 80 ]                                        |